# Ur-gar
Ur-gar ali Ur-nig (sumersko 𒌨𒃻) je bil zadnji ensi Lagaša, ki je vladal okoli leta 2100 pr. n. št. (srednja kronologija), približno takrat kot Šu-turul, zadnji kralj  Akadskega kraljestva.
Ur-gar je bil zet ensija Ur-Babe in naslednik ensija Ur-Ningirsuja ali Pirigme. Znanih je več njegovih votivnih napisov. Nasledil ga je Nam-mahani, zadnji vladar Druge lagaške dinastije.
Po imenu je znano samo eno njegovo vladarsko leto:
mu ur-gar ensi2
Leto: Ur-gar je ensi (guverner)
— Edino znano leto z Ur-garjevim imenom
Kraljica Nininimgina je znana iz enega od njenih posvetil Ur-guju (Ur-nigu):
Šušlagani, ljubljenemu Nin-Girsujevemu  sinu, njenemu gospodu, za življenje Ur-niga, vladarja Lagaša,  Nininimgina, hčerka Kakuja, njegova žena, tudi za njeno življenje, mu je posvetila (glavo tega kija).
— Posvetilo kraljice Nininimgine na glavi kija za Ur-garjevo življenje